# Долматово (Брянская область)
Долматово — деревня, входит в состав Высокского сельского поселения Унечского района Брянской области России.
Деревня Долматово расположена на юго-востоке Унечского района, на границе со Стародубским районом. Находится примерно в 3 км от села Высокого и в 20 км от районного центра — Унечи. В деревне находится озеро площадью 0,43 км².
Первые люди заселяли эти места ещё с каменного века, что подтверждено раскопками археологов, хотя первое упоминание в летописи начинается со второй половины XVII века, когда местность заселили поляки, изгнанные с Левобережной Украины. 
Известна с середины XVII века как владение Стародубского магистрата. В 1730 году гетман передал деревню своим полковым судьям Стародубского полка. К тому времени в Долматово было 26 казачьих и 11 крестьянских дворов. В 1781 году их в деревне уже было 29 дворов. В XVII-XVIII веках входила в 1-ю полковую сотню Стародубского полка. В 1859 году здесь (деревня Стародубского уезда Черниговской губернии) учтено было 48 дворов, в 1892—68. 
В годы Великой Отечественной войны Долматово находилось под немецкой оккупацией, и 21 сентября 1943 года было освобождено от захватчиков.
В годы советской власти все жители Долматова работали в колхозе «Дружба». 
В 1930 году на месте помещичьей усадьбы располагался пионерский лагерь. В хрущёвские времена на месте лагеря открыли единственную школу, которая в настоящее время не функционирует.
В 1970-х годах деревня Долматово и село Высокое (в состав муниципального поселения которого входит деревня) обладали примерно одинаковой численностью населения, однако после начала стройки нефтетранзитной станции в селе Найтоповичи (ныне «Линейная производственно-диспетчерская станция „8Н“» ОАО «Юго-Запад транснефтепродукт»), некоторые жители Долматова стали рабочими станции и мигрировали в Высокое, где им предоставлялось муниципальное жильё с современными бытовыми условиями. В результате этого численность населения деревни резко сократилась. Сегодня Долматово состоит из 4 улиц.

## Население
Численность населения: 322 человека (1859 год), 582 (1892), 169 человек (русские 94 %) в 2002 году, 94 в 2010.